# Nationality Decrees Issued in Tunis and Morocco
Nationality Decrees Issued in Tunis and Morocco ist der Name eines vom Ständigen Internationalen Gerichtshof am 7. Februar 1923 erstatteten Gutachtens.

## Sachverhalt
Dem Gutachten lag eine Auseinandersetzung zwischen Frankreich und Großbritannien über die Wirksamkeit von Dekreten zur Regelung des Erwerbs der Staatsangehörigkeit im damals von Frankreich kontrollierten Tunis und Marokko auch für britische Staatsbürger zugrunde. Frankreich verweigerte ein Streitbeilegungsverfahren mit der Begründung, die Frage des Erwerbs der Staatsangehörigkeit sei eine innere Angelegenheit und somit nach Art. 15 Abs. 8 der Satzung des Völkerbundes nicht einem Verfahren vor dem Rat zugänglich. Diese Frage legte der Rat dem Gericht zur Beurteilung vor.

## Die Entscheidung
In seiner Entscheidung setzte sich der Gerichtshof allein mit der Frage auseinander, ob der Streit völkerrechtlicher Natur sei oder nicht. Eine inhaltliche Entscheidung sollte ausdrücklich nicht getroffen werden. Die Richter stellten zunächst den Wortlaut der englischen und der französischen Fassung des Art. 15 Abs. 8 einander gegenüber und stellten fest, dass es für eine Entscheidung darauf ankomme, ob Frankreich die alleinige gerichtliche Zuständigkeit innehabe. Hinsichtlich der Fragen der Staatsangehörigkeit sei zunächst davon auszugehen, dass sie in die alleinige Zuständigkeit eines Staates fielen. Dieser Grundsatz könne jedoch dadurch aufgehoben werden, dass sich ein Staat gegenüber anderen Staaten völkerrechtlich verpflichte. Diese Verpflichtungen seien – im Verhältnis zu ebendiesem Staat – dann als völkerrechtliche Verpflichtung anzusehen. Hinsichtlich der zu entscheidenden Frage komme es also darauf an, wie die Beherrschung von Tunis und Marokko vertraglich ausgestaltet sei.
Diesbezüglich behaupteten die Vertreter Großbritanniens, nach den  1856 und 1875 mit Tunis und Marokko geschlossenen Protektoratsverträgen sei der Erwerb einer anderen Staatsangehörigkeit ausgeschlossen. Dagegen argumentierte Frankreich, dass nach dem Clausula-rebus-sic-stantibus-Grundsatz diese Verträge ihre Wirksamkeit verloren hätten, da Frankreich die Kontrolle über beide Gebiete übernommen und so eine neue Situation geschaffen habe, nach der es für die Fragen der Staatsangehörigkeit in diesen Gebieten  allein zuständig sei. Zudem machten die Vertreter Frankreichs geltend, dass die britische Regierung in einer Vereinbarung von 1897 den Herrschaftsanspruch Frankreichs bezüglich Tunis’ und 1911 auch hinsichtlich Marokkos anerkannt habe.
Dem folgte der Gerichtshof nicht. Er argumentierte, dass es hier gerade auf die Frage ankomme, inwieweit zwischen den beiden Staaten wirksame völkerrechtliche Verträge über die beiden Protektorate geschlossen wurden. Dies sei jedoch keine rein interne Angelegenheit im Sinne des Art. 15 Abs. 8 der Völkerbundsatzung.

## Quelle
1. ↑  Entscheidung S. 22

- Völkerbundssatzung (Zu finden in: Gesetz über den Friedensschluß zwischen Deutschland und den alliierten und assoziierten Mächten vom 16. Juli 1919 mit angehängtem Versailler Vertrag vom 28. Juni 1919. In: Reichsgesetzblatt, Nr. 140 vom 12. August 1919, S. 689 ff., Digitalisat. Völkerbundssatzung S. 716ff., Digitalisat.)
- Volltext des Gutachtens (PDF, englisch und französisch; 2,09 MB)

## Weiterführende Literatur
- Gregory: An Important Decision by the Permanent Court of International Justice. In: American Journal of International Law Vol. 17 (1923) ISSN 0002-9300, S. 298.
- Berman: The Nationality Decrees Case, or, Of Intimacy and Consent. In: Leiden Journal of International Law Vol. 13 (2000) ISSN 1478-9698, S. 265